# Spaniens damlandslag i volleyboll
Spaniens damlandslag i volleyboll (spanska: Selección femenina de voleibol de España) representerar Spanien i volleyboll på damsidan. 
Laget har deltagit i globala volleybolltävlingar vid ett fåtal tillfälle. De deltog vid VM 1982 och OS 1992, i det senare fallet kvalificerat som arrangör. De deltog även i den årliga tävlingen FIVB Volleyball World Cup 1991.
Sedan 2000 har de varit en vanlig deltagare i EM, nästan uteslutande med resultat motsvarande en plats i åttondelsfinal. På europanivå har landslaget även spelat European Volleyball League, Spring Cup och Novotel Cup. I de senare, mindre prestigefyllda, tävlingarna har de flera medaljplatser som bästa resultat.

### Fotnoter
1. 1 2 3 4 5 6 7 8 9  Veronika Čuňočková. ”Projekt športovej akcie nadregionálneho významu” (på tjeckiska). https://is.muni.cz/th/d1vbk/Cunockova_DP.pdf. Läst 12 november 2023.
2. 1 2  ”HISTORY” (på engelska). Fédération Luxembourgeoise de Volleyball. https://novotelcup.lu/home/history. Läst 12 november 2023.
3. ↑  ”Olympedia”. https://www.olympedia.org/results/37533.
4. ↑  ”1993 - AGDE LANGUEDOC-ROUSSILLON (FRA), (16/27 Juin)” (på franska). Comité international des Jeux méditerranéens. sid. 34. https://cijm.org.gr/wp-content/uploads/2016/06/JM1993.pdf. Läst 29 juni 2024.
5. ↑  ”Affiche officielle des JM Tunis 2001” (på franska). Comité international des Jeux méditerranéens. sid. 42. https://cijm.org.gr/wp-content/uploads/2016/06/JM2001.pdf. Läst 17 december 2023.
6. ↑  https://azertag.az/en/xeber/womens_volleyball_team_wins_spring_cup-553235
7. ↑  ”Affiche officielle des JM Alméria 2005” (på franska). Comité international des Jeux méditerranéens. sid. 46. https://cijm.org.gr/wp-content/uploads/2016/06/JM2005.pdf. Läst 17 december 2023.
8. ↑  ”2004/2005 European Championships” (på engelska). Confédération Européenne de Volleyball. https://www-old.cev.eu/Competition-Area/competition.aspx?ID=144&PID=-2. Läst 24 oktober 2022.
9. ↑  ”2006/2007 European Championships” (på engelska). Confédération Européenne de Volleyball. https://www-old.cev.eu/Competition-Area/competition.aspx?ID=197&PID=-2. Läst 24 oktober 2022.
10. ↑  ”2009 European League” (på engelska). Confédération Européenne de Volleyball. https://www-old.cev.eu/Competition-Area/competition.aspx?ID=442&PID=-2. Läst 21 mars 2023.
11. ↑  ”2009 European Championships” (på engelska). Confédération Européenne de Volleyball. https://www-old.cev.eu/Competition-Area/competition.aspx?ID=388&PID=-2. Läst 24 oktober 2022.
12. ↑  ”2010 CEV European League - Women” (på engelska). Confédération Européenne de Volleyball. https://www-old.cev.eu/Competition-Area/competition.aspx?ID=18&PID=-2. Läst 21 mars 2023.
13. ↑  ”2011 CEV Volleyball European League - Women” (på engelska). Confédération Européenne de Volleyball. https://www-old.cev.eu/Competition-Area/competition.aspx?ID=545&PID=-2. Läst 21 mars 2023.
14. ↑  ”2011 CEV Volleyball European Championship” (på engelska). Confédération Européenne de Volleyball. https://www-old.cev.eu/Competition-Area/competition.aspx?ID=15&PID=-2. Läst 24 oktober 2022.
15. ↑  ”2012 CEV Volleyball European League - Women” (på engelska). Confédération Européenne de Volleyball. https://www-old.cev.eu/Competition-Area/competition.aspx?ID=564&PID=-2. Läst 21 mars 2023.
16. ↑  ”2013 CEV Volleyball European Championship” (på engelska). Confédération Européenne de Volleyball. https://www-old.cev.eu/Competition-Area/competition.aspx?ID=560&PID=-2. Läst 13 oktober 2022.
17. ↑  ”2014 CEV Volleyball European League - Women” (på engelska). Confédération Européenne de Volleyball. https://www-old.cev.eu/Competition-Area/competition.aspx?ID=706&PID=-2. Läst 21 mars 2023.
18. ↑  ”2016 CEV Volleyball European League - Women” (på engelska). Confédération Européenne de Volleyball. https://www-old.cev.eu/Competition-Area/competition.aspx?ID=940&PID=-2. Läst 21 mars 2023.
19. ↑  ”2017 CEV Volleyball European League - Women” (på engelska). Confédération Européenne de Volleyball. https://www-old.cev.eu/Competition-Area/competition.aspx?ID=989&PID=-2. Läst 24 juni 2024.
20. ↑  ”2018 CEV Volleyball European Golden League - Women” (på engelska). Confédération Européenne de Volleyball. https://www-old.cev.eu/Competition-Area/competition.aspx?ID=1090&PID=-2. Läst 29 oktober 2022.
21. ↑  ”Résultats des XVIII J.M.” (på franska). Comité international des Jeux méditerranéens. sid. 43. https://cijm.org.gr/wp-content/uploads/2019/07/final-resutls_tarragona_2018.pdf. Läst 17 mars 2023.
22. ↑  ”2019 CEV Volleyball European Golden League - Women” (på engelska). Confédération Européenne de Volleyball. https://www-old.cev.eu/Competition-Area/competition.aspx?ID=1152&PID=-2. Läst 11 maj 2023.
23. ↑  ”CEV EuroVolley 2019  -  Women” (på engelska). Confédération Européenne de Volleyball. https://www-old.cev.eu/Competition-Area/competition.aspx?ID=1053&PID=-2. Läst 10 september 2022.
24. ↑  ”CEV Volleyball European Golden League 2021  -  Women” (på engelska). Confédération Européenne de Volleyball. https://www-old.cev.eu/Competition-Area/competition.aspx?ID=1296&PID=-2. Läst 29 oktober 2022.
25. ↑  ”CEV EuroVolley 2019  -  Women” (på engelska). Confédération Européenne de Volleyball. https://www-old.cev.eu/Competition-Area/MatchPage.aspx?mID=46321&ID=1248&CID=7808&PID=1993. Läst 26 maj 2022.
26. ↑  ”CEV Volleyball European Golden League 2022  -  Women - Competition Final Standing” (på engelska). Confédération Européenne de Volleyball. https://www-old.cev.eu/Competition-Area/competition.aspx?ID=1379&PID=-2. Läst 5 juli 2023.
27. ↑  ”Results Book” (på engelska). Comité international des Jeux méditerranéens. sid. 1424. https://cijm.org.gr/wp-content/uploads/2022/11/gdm2022_adb.pdf. Läst 16 februari 2023.
28. ↑  ”Women  -  EuroVolley” (på engelska). Confédération Européenne de Volleyball. https://eurovolley.cev.eu/en/2023/women/#final-standing. Läst 10 september 2023.
29. ↑  ”2024 Volleyball European Golden League  -  Women” (på engelska). Confédération Européenne de Volleyball. https://www.cev.eu/national-team/european-leagues/european-golden-league/women/2024/. Läst 16 juni 2024.
30. ↑  Senaste tillfället då någon kontrollerade att de inmatade tabelluppgifterna stämmer. Uppgifter kan ha matats in senare utan att kontrolleras av någon annan